# Matyi László
Matyi László (Budapest, 1959. szeptember 20. –) magyar jogász, politikus, országgyűlési képviselő.

## Életpályája

### Iskolái
Az általános és középiskolai tanulmányait Budapesten végezte el. 1978-ban érettségizett a Fazekas Mihály Gyakorló Gimnáziumban. 1980–1985 között az Eötvös Loránd Tudományegyetem Állam- és Jogtudományi Karának hallgatója volt.

### Pályafutása
1978–1979 között a VI. Kerületi Tanács pénzügyi előadója volt. 1979–1980 között a Helyközi Távközlési Igazgatóságon irodista volt. 1985–1988 között Miskolcon ügyvédjelölt volt a Miskolci 1. sz. Ügyvédi Munkaközösségben, majd az ügyvédi szakvizsga után ugyanott ügyvédként tevékenykedett. 1988-tól ügyvéd; a Borsod Megyei Ügyvédi Kamara tagja.

### Politikai pályafutása
1989. januárjától az SZDSZ miskolci csoportjának alapító tagja, 1989–1990 között ügyvivője volt. Részt vett a miskolci Ellenzéki Kerekasztal munkájában. 1989–1990 között az SZDSZ Országos Tanácsának tagja volt. 1990–1994 között a Költségvetési, adó- és pénzügyi bizottság tagja volt. 1990–1998 között országgyűlési képviselő (Borsod-Abaúj-Zemplén megye) volt. 1992-től az SZDSZ szervezői apparátus vezetője. 1994–1998 között a Költségvetési és pénzügyi bizottság tagja volt. 1998-ban képviselőjelölt volt.

## Családja
Szülei: Matyi Miklós (1933–?) esztergályos és Kaszás Mária (1938–?). 1984-ben házasságot kötött Somosi Zsuzsannával. Két gyermekük született: Krisztina (1987–) és Bálint (1994–).